# ويندي ديلورم
ويندي ديلورم (بالفرنسية: Wendy Delorme)‏ (28 يوليو 1979)؛ مؤلفة، ممثلة وروائية فرنسية.

## روابط خارجية
- ويندي ديلورم على موقع IMDb (الإنجليزية)
- ويندي ديلورم على موقع ألو سيني (الفرنسية)
- ويندي ديلورم على موقع قاعدة بيانات الفيلم (الإنجليزية)